# Michael Kolář
Michael Kolář (Praga, 21 dicembre 1992) è un ex ciclista su strada slovacco, professionista dal 2014 al 2018.
Non sentendosi più in grado di migliorarsi, nel giugno 2018, al termine dei campionati nazionali, annuncia il ritiro dalla carriera agonistica. Ancora sotto contratto con la Bora-Hansgrohe, rimane nei quadri societari nel settore marketing e nel rapporto con gli sponsor e i vip. 

## Palmarès

### Strada
- 2013 (dilettanti)

Košice-Miskolc
Banja Luka-Belgrade I
3ª tappa Carpathian Couriers Race (Dohňany > Stará Bystrica)
3ª tappa Tour de Serbie (Bor > Kladovo)
- 2015 (Tinkoff, una vittoria)

5ª tappa Okolo Slovenska (Nové Mesto nad Váhom > Bratislava)

#### Altri successi
- 2016 (Tinkoff)

5ª tappa Tour of Croazia (Parenzo > Umago, cronosquadre)

## Piazzamenti

### Grandi Giri
- Vuelta a España

2017: ritirato (2ª tappa)

### Classiche monumento
- Giro delle Fiandre

2014: ritirato
2016: ritirato
- Parigi-Roubaix

2014: 141º
2016: ritirato
2017: ritirato

### Competizioni mondiali
Richmond 2015 - In linea Elite: ritirato
Doha 2016 - In linea Elite: 19º
Bergen 2017 - In linea Elite: ritirato